# Actinauge longicornis
Actinauge longicornis is een zeeanemonensoort uit de familie Hormathiidae.
Actinauge longicornis is voor het eerst wetenschappelijk beschreven door Verrill in 1882.